# Аден (колония)
Британската колония Аден (на арабски: مستعمرة عدن‎ / МустаʿмарахʿАдан) е част от Британската империя от 1937 до 1963. Колонията включва пристанищния град Аден при Аденския залив и заобикалящите го територии.

## История
До 1937 територияра от 121 km² е под прякото управление от администрацията в Бомбай на Британска Индия и се назовава селище Аден (на английски: Aden Settlement).
На 18 януари 1963 колонията придобива независимост под името Аден (на английски: State of Aden, на арабски: ولاية عدن‎ / Уилаят Адан) като част от Федерация Южна Арабия.
На 10 ноември 1967 става част от Народна република Южен Йемен.